# داراب (سلماس)
داراب هي قرية في مقاطعة سلماس، إيران. يقدر عدد سكانها بـ 260 نسمة بحسب إحصاء 2016.